# Deception-Gletscher
Der Deception-Gletscher ist ein Gletscher im ostantarktischen Viktorialand. Er fließt zwischen der Warren Range und der Boomerang Range zum Mulock-Gletscher.
Die neuseeländische Mannschaft bei der Commonwealth Trans-Antarctic Expedition (1955–1958) benannte ihn nach dem englischen Wort für Täuschung, weil er scheinbar zum Skelton-Firnfeld führt, doch in Wahrheit nach Süden abfließt.